# Nektarij (Selezňov)
Nektarij (světským jménem: Nikolaj Vasiljevič Selezňov; * 7. května 1974, Čulman) je ruský duchovní Ruské pravoslavné církve a biskup livenský a maloarchangelský.

## Život
Narodil se 7. května 1974 v sídle Čulman v Jakutsku.
Studoval na střední škole č. 20 v jeho rodném sídle a pokračoval ve studiu na odborném technickém učilišti.
Od roku 1991 sloužil v chrámu Svaté Trojice v Krasnojarsku. Zde se stal hypodiákonem.
Dne 1. března 1998 byl biskupem krasnojarským a jenisejským Antonijem (Čeremisovem) rukopoložen na diákona.
Dne 1. června 1999 se stal osobním sekretářem krasnojarského biskupa.
Dne 26. dubna 2002 byl arcibiskupem Antonijem postřižen na monacha a přijal mnišské jméno Nektarij na počest svatého Nektaria Optinského.
Dne 21. listopadu 2002 jej arcibiskup Antonij rukopoložil na jeromonacha a ustanovil duchovním chrámu Pokrova přesvaté Bohorodice v Krasnojarsku.
Dne 10. ledna 2004 se stal představeným katedrálního chrámu Svaté Trojice v Krasnojarsku. Stejného roku dokončil studium na Moskevském duchovním semináři.
Dne 20. března 2006 byl ustanoven představeným monastýru Zesnutí přesvaté Bohorodice v Krasnojarsku. Stejného roku byl povýšen na igumena.
Dne 27. března 2007 byl potvrzen ve funkci představeného monastýru. Roku 2007 byl také jmenován ekonomem eparchie.
Roku 2008 dokončil dálkové studium na Kyjevské duchovní akademii.
Roku 2009 byl povýšen na archimandritu.
Dne 1. října 2010 se stal sekretářem eparchie a 1. září 2011 blagočinným Krasnojarského blahočiní.
Dne 4. října 2011 byl zařazen do kléru nové krasnojarsko-ačinské eparchie s právem přechodu do jiné eparchie. Dne 22. října 2011 byl přijat do orelské eparchie. Byl.jmenovan sekretářem eparchie a představeným chrámů Iverské ikony Matky Boží v Orelu.
Dne 25. října 2011 byl jmenován dočasným představeným monastýru Zesnutí přesvaté Bohorodice v Orelu.
Dne 16. března 2012 byl ustanoven představeným monastýru Zesnutí přesvaté Bohorodice v Orelu.
Dne 25. července 2014 jej Svatý synod zvolil biskupem livenským a maloarchangelským.
Dne 15. srpna 2014 byl oficiálně jmenován biskupem a 9. září proběhla v chrámu Svaté Trojice v Kaluze jeho biskupská chirotonie. Světiteli byli patriarcha moskevský Kirill, metropolita petrohradský a ladožský Varsonofij (Sudakov), metropolita kalužský a borovský Kliment (Kapalin), metropolita orelský a bolchovský Antonij (Čeremisov), arcibiskup pesočenský a južnovský Maximilian (Lazarenko), biskup solněčnogorský Sergij (Čašin) a biskup kozelský a ljudinovský Nikita (Ananěv).